# Clostridium paraputrificum
Clostridium paraputrificum  è una specie di batterio appartenente alla famiglia delle Clostridiaceae.